# Jurinea humilis
Jurinea humilis es una especie de planta fanerógama de la familia de las asteráceas.  

## Descripción
Son acaules o con tallos de hasta 5 cm. Lóbulos de las hojas de (1,5-) 2-5 mm de anchura, elípticos, con margen revoluto. Involucro de 11-19 x 11-18 mm, de campanulado a ovoideo, densamente blanco-aracnoideo. Brácteas involucrales externas y medias linear-lanceoladas, a veces subuladas; las internas con ápice pardusco. Flósculos con tubo de 8-11 mm y limbo de 11-12 mm. Aquenios de 4-6 x c. 2 mm, con una corona de c. 0,7 mm. Vilano de 16-20 mm. con 2 filas de pelos subiguales, blanco. Tiene un número de cromosomas de 2n = 34. Florece y fructifica de junio a julio.
Jurinea humilis cubre sus órganos aéreos con una espesa pilosidad lanosa que protege los estomas evitando así una transpiración excesiva. Las flores purpúreas están agrupadas en grandes capítulos que apenas levantan del suelo.

## Distribución y hábitat
Se encuentra en las montañas calcáreas entre 800 y 1200 metros. Especie rara. Se distribuye por Grazalema y por la Sierra de Gredos donde habita en los prados secos tanto de la zona montana como de los pisos superiores. en la península ibérica, sur de Francia, Norte de África (Argelia, Marruecos).

## Taxonomía
Jurinea humilis fue descrita por (Desf.) DC. y publicado en Prodromus systematis naturalis regni vegetabilis 6: 677 (1838)
Sinonimia
- Carduus mollis Gouan
- Jurinea gouanii Rouy
- Jurinea humilis var. bocconei (Guss.) DC.
- Jurinea humilis subsp. gouanii (Rouy) P.Fourn.
- Jurinea humilis subsp. pyrenaica (Godr. & Gren.) Nyman
- Jurinea pyrenaica
- Serratula humilis Desf.[5]